# Герб на Дания
Националният герб на Дания представява 3 сини лъва, оградени с 9 сърца на златно поле. Почти идентичен е с герба на Естония, което се обяснява с датското управление на Естония в периода 1219 – 1346 г.
Датският герб има 2 варианта – малък, който е официалният герб на Дания, и голям – кралският герб.
През 1959 г. е решено кралският герб да се използва само от монарха, кралското семейство и съда, а другите институции да използват малкия герб.
Лъвовете на националния герб „получават“ короните си през 13 век. През 16 век броят на сърцата е установен на 9.